# Montelepre
Montelepre (sicilià Muncilebbri) és un municipi italià, dins de la ciutat metropolitana de Palerm. L'any 2007 tenia 6.306 habitants. Limita amb els municipis de Carini, Giardinello i Monreale.

## Administració
| Període | Identitat        | Partit        |
| ------- | ---------------- | ------------- |
| 2004-   | Giacomo Tinervia | Llista cívica |

## Personatges il·lustres
- Salvatore Giuliano